# Johann Karl Ratzer
Johann Karl Ratzer (auch Johann Ratzer oder Joahnn Carl Ratzer; * 10. Dezember 1802 in Bistritz am Hostein; † 11. November 1863 in Brünn) war ein deutscher Dichter, Abgeordneter und Verwaltungsjurist.

## Leben
Ratzer war Sohn des Wirtschaftsdirektors Franz Ratzer. Nachdem er zunächst von einem Hauslehrer unterrichtet worden war, besuchte er ab 1816 das Piaristengymnasium von Leipnik, bevor er von 1819 bis 1820 die Humanitätsklassen des Gymnasiums in Kremsier absolvierte. 1821 wurde er an der Universität Olmütz zum Studium der Philosophie immatrikuliert. Dort hatte der Ästhetiker und Philologe Franz Fiker (1782–1849) einen großen Einfluss auf Ratzer. Er wurde außerdem Mitglied im Olmützer Dichterkreis. Von 1824 bis 1827 absolvierte er außerdem ein Studium der Rechtswissenschaft. Nachdem sein Vater 1826 verstorben war, sah er sich gezwungen, eine Stelle anzunehmen, um seinen Lebensunterhalt zu verdienen.
Ratzer wurde am 5. Oktober 1827 Zivil- und Kriminalpraktikant beim Magistrat in Olmütz. 1829 war er kurzzeitig am Kloster Hradisch, bevor er 1830 Registrator, Grundbuchführer und Sekretär beim Magistrat in Gaya wurde. 1837 wurde er zum Amtmann der Gayaer Landgüter ernannt. Im selben Jahr trat er auch das erste Mal als Schriftsteller öffentlich in Erscheinung. 1849 erhielt er eine Stelle als Bezirkshauptmann in Mistek. Dabei hatte er die Neuorganisation der politischen und Justizverwaltung umzusetzen. Bereits im April 1850 wurde er als Berater ins k.k. Justizministerium nach Wien berufen, um dort über die künftige Verwaltung der Depositen und Waisenvermögenschaften zu beraten. Nach seiner Rückkehr wurde er 1853 für fünf Monate provisorischer Leiter der Bezirkshauptmannschaft in Mährisch-Trübau. Er wurde 1855 zum ständigen Mitglied und Referenten der k.k. Mährischen Grundlastenablösungs- und Regulierungslandeskommission in Brünn und in diesem Zug zum Statthalterbeirat ernannt. In dieser Zeit war er gleichzeitig Abgeordneter des Mährischen Landtages in Brünn.
Ratzer hinterließ eine Reihe nicht publizierter Schriften.

## Werke (Auswahl)
- Poetische Versuche, Gastl, Brünn 1837.
- Balladen und Lieder, Gastl, Brünn 1839.
- Liederträume, 2 Bändchen, Gastl, Brünn 1844–1845.
- Gedichte, Gastl, Brünn 1846.
- Das eroberte Granada, Gerold, Wien 1846.
- Lieder des Einsamen, Enders, Neutitschein 1851.
- Ost- und West-Rosen, Enders, Neutitschein 1852.
- Sonette, Enders, Neutitschein 1855.
- Die eigene Welt. Ein Gedicht, Buschak und Irrgang, Brünn 1860.
- Romanzen, Buschak und Irrgang, Brünn 1861.
- Balladen, Buschak und Irrgang, Brünn 1863.